# Municipio de San Andrés Lagunas
El municipio de San Andrés Lagunas es uno de los 570 municipios que conforman al estado mexicano de Oaxaca. Pertenece al distrito de Teposcolula, dentro de la región mixteca. Su cabecera es la localidad homónima.

## Geografía
El municipio abarca 50.04 km² y se encuentra a una altitud promedio de 2300 m s. n. m., oscilando entre 2600 y 2000 m s. n. m.

## Demografía
De acuerdo al último censo, realizado por el INEGI en 2010, en el municipio habitan 505 personas, repartidas entre 5 localidades.